# Канделария (культура)
Культура Ла-Канделария или Канделария существовала в период около 200—1000 гг. н. э. в центрально-южной андской части аргентинской провинции Сальта, а также в центрально-северной части провинции Тукуман в так называемой «западной сельве». Название получила от департамента Ла-Канделария в провинции Сальта, где были открыты первые её памятники.
Найдено большое количество археологических памятников данной культуры.
Керамика — обычно серого цвета с простыми линиями и геометрическими фигурами типа прямоугольников и треугольников, условно передававших фигуры людей и животных. Также изготавливали духовые музыкальные инструменты в виде животных.
Жилища имели круглое основание. Камни, вбитые в почву, служили фундаментом, а сами жилища сооружались из недолговечных материалов.
Культура Канделария занималась разведением лам, которых использовали для пищи и в других целях. По-видимому, кукуруза была основной сельскохозяйственной культурой.